# Jean-Philippe Dardier
Jean-Philippe Dardier (* 17. Juli 1831 in Saint-Affrique im Département Aveyron in Frankreich; † 25. Dezember 1923 in Chêne-Bougeries im Kanton Genf) war ein französisch-schweizerischer Evangelist.

## Leben

### Familie
Jean-Philippe Dardier war der Sohn des Bauern Jacques Dardier und dessen Jeanne (geb. Galzin).
Er war mit Anne (geb. Brun) verheiratet; gemeinsam hatten sie mehrere Kinder.
1888 erfolgte seine Einbürgerung in Genf.

### Werdegang
Jean-Philippe Dardier studierte an der Fakultät für evangelische Theologie der Église Évangélique Libre de Genève in Genf.
Freiwillig verzichtete er auf seine Ordination und begann mit seiner Evangelisationsarbeit als Reiseevangelist, unter anderem in den Freikirchen von Valence und Lyon sowie Genf; später setzte er seine Tätigkeit in Schottland, England und den USA fort. 1860 wurde er zum Leiter der Abteilung Bibelverbreitung der evangelischen Gesellschaft ernannt und blieb in dieser Tätigkeit bis zum Beginn des Ersten Weltkriegs.

### Berufliches und gesellschaftliches Wirken
Jean-Philippe Dardier war der Begründer der Volksevangelisation in Genf. Er propagierte auch die Abstinenz und war unter anderem Redakteur des Almanach de la Croix-Bleue; 1872 wurde er in Culoz sogar wegen „distribution de tracts antialcooliques“ kurzzeitig inhaftiert, weil er die Schrift l’Almanach du Tempérant verteilte. 
Weiterhin beteiligte er sich auch wesentlich am Aufbau der Heilsarmee in der Schweiz.